# Pieter Boelmans ter Spill
Pieter Boelmans ter Spill (* 26. Januar 1886; † 31. Oktober 1954) war ein niederländischer Fußballspieler. Er bestritt im Jahre 1907 drei Länderspiele für die Nationalmannschaft.

## Karriere

### Vereine
Pieter Boelmans ter Spill war ein Stürmer beim 1879 vom Fußballpionier Pim Mulier gegründeten Koninklijke HFC aus Haarlem. Im Wettbewerb um den KNVB-Pokal setzte sich der HFC 1912/13 (4:1 gegen DFC Dordrecht) und 1914/15 (1:0 gegen HBS Craeyenhout) zwei Mal durch. Namhafte Mitspieler bei den Blau-Weißen waren Mannes Francken, Ben Stom, Lothar van Gogh, Max Henny und Ferry van der Vinne.

### Nationalmannschaft
Pieter Boelmans ter Spill debütierte am 1. April 1907 im fünften Länderspiel der Nationalmannschaft. In Den Haag verlor Oranje das in Freundschaft ausgetragene Länderspiel mit 1:8 gegen die Amateurnationalmannschaft Englands. Neben Kapitän John Heijning agierte er auf der Mittelstürmerposition und hatte auf den Flügeln seine Vereinsmitspieler Max Henny und Ferry van der Vinne an seiner Seite. Am 14. April folgte sein zweiter Einsatz, der in Antwerpen mit 3:1 gegen die Nationalmannschaft Belgiens nach Verlängerung einen Sieger fand. Mit dem erneuten Aufeinandertreffen am 9. Mai 1907 in Haarlem, das die Belgier mit 2:1 für sich entschieden, beendete er seine Länderspielkarriere.